# 莫罗多罗
莫罗多罗（義大利語：Morro d'Oro），是意大利泰拉莫省的一个市镇。总面积28平方公里，人口3633人，人口密度129.8人/平方公里（2009年）。ISTAT代码为067029。